# Śvetāmbara

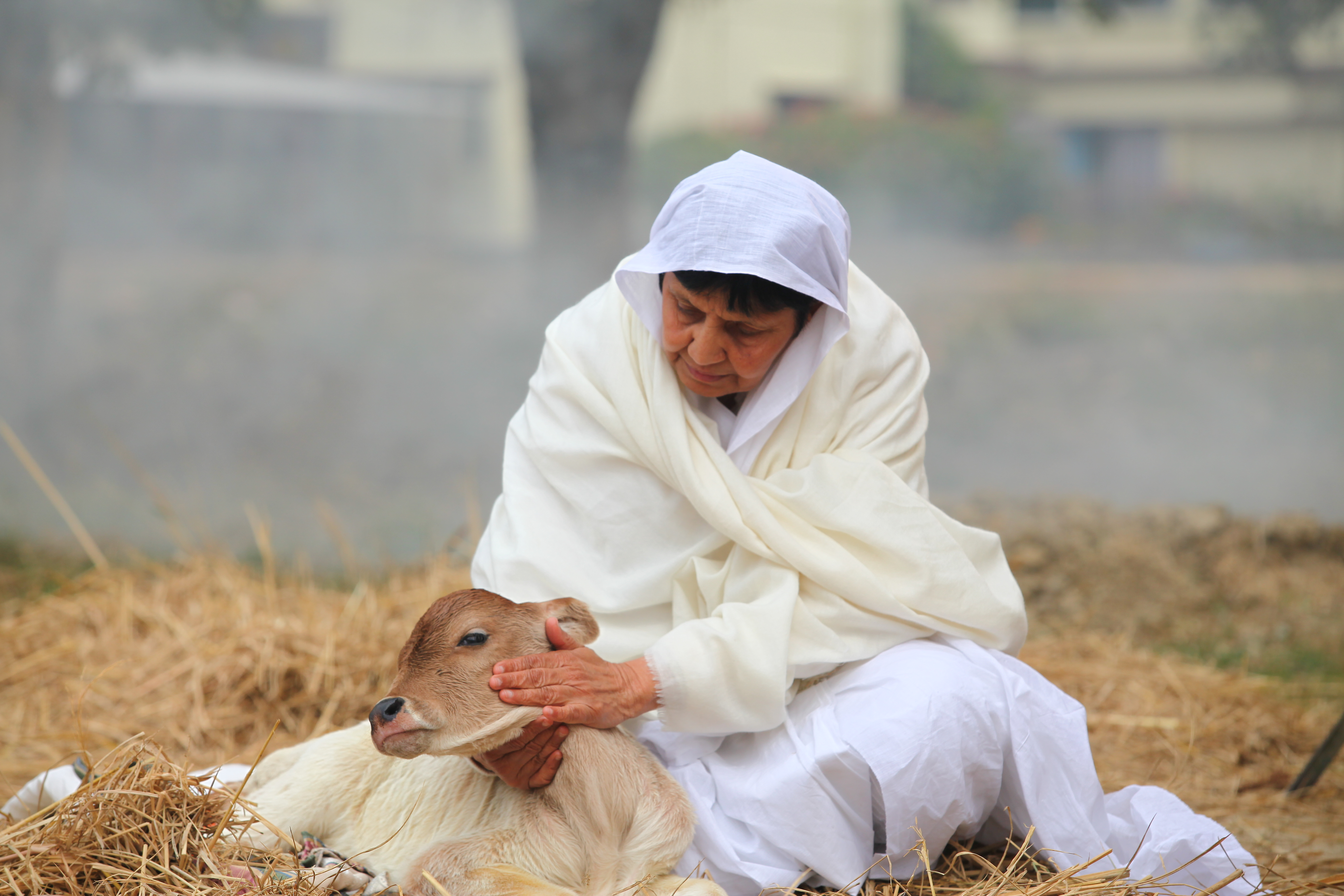
Acharya Chandana, une nonne jaïne, avec un veau.

La branche Śvetāmbara (IAST śvetāmbara) est un des deux courants du jaïnisme, l'autre étant la branche dite digambara. Śvetāmbara veut dire vêtu de blanc, autrement dit « vêtu d'une robe blanche »; car, contrairement aux ascètes masculins digambara, les ascètes masculins śvetāmbara  ne sont pas nus.
Les fidèles śvetāmbara  suivent les mêmes textes majeurs que les fidèles digambara, principalement le Tattvartha Sutra. La plupart de leurs pratiques, rituels, festivals et pèlerinages sont identiques. Contrairement aux Digambaras, qui pensent qu'il faut être un ascète nu, un mendiant nu pour ne pas être attaché aux choses matérielles, les śvetāmbaras pensent que le vêtement blanc en coton convient à l'ascétisme. De même, ils  pensent que les femmes peuvent atteindre la libération (moksha) tout autant que les hommes, alors que selon les Digambaras, les femmes doivent renaître sous forme masculine pour se libérer du karma. 
Beaucoup de moines et nonnes portent au visage un Muhapatti (en), un masque qui a pour but d’empêcher la salive de couler sur les textes sacrés et que les insectes puissent être accidentellement avalés, chaque vie étant considérée comme sacrée.  
Les points de vue divergent aussi quelque peu sur la vie de certains Tirthankaras, les Maîtres éveillés du jaïnisme et leurs disciples.